# Herrán
Herrán – miasto w Kolumbii, w departamencie Norte de Santander.